# Закон Японії про національний прапор і національний гімн
Закон про національний прапор і національний гімн (яп. 国旗及び国歌に関する法律, こっきおよびこっかにかんするほうりつ, коккі ойобі кокка ні кансуру хоріцу) — закон Японії № 127 від 1999 року, який визначає національні прапор і гімн країни. Набув чинності з моменту проголошення 13 серпня 1999 року. 

## Короткі відомості
«Закон Японії про національний прапор і національний гімн» був прийнятий 22 липня 1999 року на 47-й сесії Палати представників японського Парламенту 145-го скликання. Законопроєкт підтримали 403 депутати із 489 присутніх 9 серпня того ж року «Закон» остаточно затвердила парламентська Палата радників. Його підтримали 166 депутатів із 237 присутніх. Документ набув чинності з дня оголошення — 13 серпня.
«Закон» затвердив за сонячним прапором Японії і піснею «Кімі ґа йо» статус національного прапора і національного гімну. До прийняття закону сонячний прапор і «Кімі ґа йо» де-факто використовувалися як прапор і гімн країни в Японії та за кордоном. Традиційність використання обох символів вимагала юридичного закріплення, що було здійснено прийняттям «Закону».
У 1950 —1990-х роках в японському суспільстві точилася дискусія щодо недоречності використання сонячного прапора та «Кімі ґа йо» як державних символів  демократичної Японії. Ліві та ліво-центритські політичні сили сприймали їх як атрибути імперіалізму та мілітаризму.  На противагу цьому японський уряд і право-центристські організації заперечували негативні конотації  символіки, намагаючись культивувати повагу до них у молодого покоління. Прийняття «Закону Японії про національний прапор і національний гімн» поклало край цій дискусії.